# Andulang
Andulang is een bestuurslaag in het regentschap Sumenep van de provincie Oost-Java, Indonesië. Andulang telt 3087 inwoners (volkstelling 2010).